# 하나님의교회 세계복음선교협회
하나님의교회 세계복음선교협회(영어: World Mission Society Church of God)는 1964년 대한민국에서 안상홍이 창시한 신흥 종교이다. 본당은 경기도 성남시 분당구에 소재한 새예루살렘 판교성전이다. 교회는 창시자 안상홍이 재림 예수이며, 장길자는 "어머니 하나님"이라고 믿는다. 본부와 본당은 서울 근처 성남시 경기도에 위치한다. 일부 탈퇴 회원들과 이단 연구가들은 이 교회를 컬트라고 불렀다. 미국 USCPD 경찰은 탈퇴 회원들의 주장을 들은 적이 있지만 범죄적인 내용은 발견하지 못했다고 말했다.

## 역사

### 창립
안상홍은 1964년 4월 28일 대한민국에서 하나님의 교회를 설립했다. 그가 살아 있는 동안 13개 지부가 있었고, 본부는 부산에 있었다. 1985년 2월 25일에 안상홍이 사망한 후, 1985년 3월 4일 부산에서 모든 교회 지도자들의 총회가 열렸다. 이 회의에서 그들은 김주철을 안상홍의 후계자로, 장길자를 안상홍의 영적 신부로 인정했다. 본부는 3월 22일 부산에서 서울로 이전했다. 그러나 1985년 4월에 13개 교회 중 2개 교회의 지도자들이 영적 신부 교리를 반대하고 분리되었다. 그들은 소수 그룹인 NCPCOG를 결성했다. 김주철이 이끄는 11개 교회의 다수 그룹은 1985년 6월 2일 서울에서 회의를 열었다. 이 회의에서 그들은 안상홍을 재림 그리스도로, 장길자를 어머니 하나님으로 여겨야 한다는 두 가지 주요 교리를 확정했다. 그들은 또한 교회의 이름을 하나님의교회 안상홍 증인회로 변경했다. 1997년경, 하나님의교회 안상홍 증인회는 단체의 자산을 등록하고 관리할 목적으로 하나님의교회 세계복음선교협회라는 비영리 단체를 설립했다.

### 1988년 종말 예언
안상홍은 1980년 저서 《하나님의 비밀과 생명수의 샘》에서 이스라엘 독립 40년 후인 1988년에 세상이 끝날 것이라고 예언했으며, 마태복음 24:32–34를 인용했다.
안상홍은 1985년 자신이 복음 사역을 마쳐야 할 4년 전, 언론 인터뷰에서 재림 그리스도의 죽음을 예언했다. 1981년 3월 18일, 주간 종교 신문은 "미지의 신흥 종교: 하나님의 교회"라는 제목으로 예수가 두 번째로 비밀리에 지상에 와서 37년간 복음을 전한 후 사망할 것이라고 보도했다. "하나님의 교회는 이 시대에 두 번째 그리스도가 나타날 것이며, 그가 눈, 코, 입, 귀를 가진 육신으로 나타날 것이라고 믿는다. [...] 왜냐하면 그가 처음 오셨을 때 맺은 새 언약이 암흑 시대에 폐지되었기 때문이다. 그러므로 주님 스스로 다시 오셔서 생명의 진리인 새 언약을 회복해야 한다. [...]" 그리하여 그는 재림 그리스도에 대한 성경의 예언을 성취하고 이 증거를 사람들에게 남겼다.
안상홍은 구원이 종말의 날짜를 아는 것에 달려 있는 것이 아니라 새 언약의 진리를 알고 따르는 것에 달려 있다고 강조했다.

#### 법적 절차
이 교회는 예언에 관해 많은 논란을 겪었다. 교회 자체는 이단 행위를 주장하는 다른 교회들로부터 조롱과 박해의 대상이 되었으며, 심지어 하나님의교회 세계복음선교협회가 한 번도 언급하지 않은 예언에 대해 거짓 증언을 하여 교인들이 가입하는 것을 막기도 했다. 2017년, 한국 단체인 하피모의 최소 두 명의 회원이 교회가 1988년, 1999년, 2012년에 거짓으로 종말을 예언하여 교인들을 속이고 부를 축적했다고 비난했다.
경찰 수사 결과, 이 사건은 충분한 증거와 구체적인 피해 증언이 부족하여 기소되지 않았다.
이 사건은 검찰로 송치되었고, 검찰은 결국 사기죄를 구성할 명확한 요소가 없다고 판단하여 기각했다.

## 교회 명칭
- 보편적으로 '하나님의 교회'라는 단어는 '하나님을 섬기는 교회'라는 보통명사로 받아들인다. 그러나 하나님의 교회는 예수를 그리스도로 믿었던 초대교회 명칭이 '하나님의 교회'라고 주장한다.(*참고 고전 1:2)[35]

## 주요 교리

### 재림 그리스도 안상홍
하나님의 교회는 안상홍을 초대교회 교리를 회복한 재림 그리스도라고 주장한다. 교회는 안상홍이 재림 예수 그리스도를 대표하며, 예수 그리스도가 비유로 남긴 예언에 따르면 오직 그만이 이 예언을 드러낼 수 있었다고 믿는다. 그들은 하나님 자신에게서 영감을 받고 예수와 사도들이 엄숙히 따랐던 성경의 정당한 율법, 법규, 계명이 사도들의 순교 이후 변형되고 콘스탄티누스와 그의 후계자들이 주재한 공의회에 의해 타락했다고 믿는다. 그러므로 최종 심판 전에 그리스도가 두 번째로 나타나 하나님의 율법의 진리를 회복해야 한다고 본다. 그들은 안상홍이 유월절과 안식일, 다른 엄숙한 절기 및 십계명의 진리를 회복했으며, 재림 그리스도에 대한 성경적 예언, 즉 시간과 장소를 성취했다고 믿는다.
삼위일체에 관하여 그들은 성부, 성자, 그리고 성령이 동일한 하나님이라고 믿는다. 그러므로 안상홍은 성부, 성자, 결과적으로 성령 하나님이다. 그들은 예수 그리스도의 이름 대신 안상홍의 이름으로 기도를 한다. 그들은 그리스도로 오신 예수의 이름으로 기독교인들이 기도했던 것처럼, 이제는 재림 그리스도의 이름으로 기도한다고 믿는다.

### 어머니 하나님
하나님의교회 세계복음선교협회는 아버지 하나님과 함께 어머니 하나님이 존재한다고 주장한다. 어머니 하나님이란 여성적 하나님을 지칭한다(창 1:26~27). 요한계시록 22장 17절의 '성령과 신부'가 아버지 하나님과 어머니 하나님을 가리킨다고 주장한다. 교회는 장길자, 대한민국 출신의 노인 여성을 "어머니 하나님"의 형태로, 즉 하나님의 여성적 이미지로 믿는다. 그들은 아버지 하나님과 어머니 하나님이라는 두 가지 하나님의 이미지가 있다고 믿는다. 그들은 이 교리를 하나님을 지칭하는 히브리어 복수형 단어인 엘로힘과 하나님이 자신의 형상대로 남녀를 창조했다는 창세기 1장 26-27절에 근거한다. 또한 갈라디아서 4장 26절의 '우리 어머니'와 요한계시록 21장 2,9절 및 22장 17절의 '성령과 신부'와 같은 신약 성경 구절을 어머니 하나님 존재의 증거로 인용한다.

### 유월절
교회는 요한복음 6장 53절에서 예수가 "내 살을 먹고 내 피를 마시는 자는 영생을 가졌고"라고 말했고, 마태복음 26장 26절에서 유월절에 떡과 포도주를 자신의 몸과 피로 주셨다고 언급하며, 유월절을 지키는 것이 성경적으로 지지되는 전통이라고 가르친다. 그들은 유월절 예식이 새 언약을 상징하며, 영혼의 죽음으로 이어진 원죄를 용서해 준다고 주장한다. 유월절을 제대로 지키는 자는 예수 그리스도를 하나님 자신으로 받아들이고, 그리하여 예수 그리스도의 희생을 통해 주어진 구속을 받으며 영생의 약속을 받는다고 믿는다. 교회는 유월절 다음 일요일에 부활절을 기념한다. 이러한 점에서 유월절 기념은 나머지 세계와 다르다. 이는 기원전 325년에 로마의 신앙과 예배 전통과 통합을 달성하기 위한 성경 율법의 "필요한 형식적 적응" 때문인데, 그 당시에는 이러한 차이가 콘스탄티누스가 원했던 정치-종교적 통합에 문제가 되었기 때문이다. 이로 인해 제1차 니케아 공의회로 이어진 부활절 논쟁이 발생했으며, 이 공의회에서 성경적 부활절 질서 변경을 거부한 자들은 백성들에게 주어진 명령인 공의회에 위배된다는 이유로 이단이라고 불렸다. 대부분의 기독교 교회는 니케아 공의회 이후 새로운 전통에 따라 구약 율법의 일부로 간주하여 유월절을 지키지 않는다.

### 토요일 안식일
교회는 창세기 2장 1절에 안식일이 일곱째 날이라고 명시되어 있는 것에 근거하여 토요일 예배를 안식일로 지킨다. 안식일을 지키는 이유는 십계명 중 네 번째 계명이기 때문이며, 누가복음 4장, 사도행전 17장, 18장에서 언급된 바와 같이 예수와 사도들 모두가 이를 지켰기 때문이다.
교회는 창시자 안상홍의 가르침에 따라 토요일 해돋이부터 안식일을 지킨다. 이러한 관행은 금요일 해넘이부터 토요일 해넘이까지 안식일을 지키는 제칠일안식일예수재림교회와는 다르다.

### 연간 절기
- 유월절(逾越節): 그리스도의 피로 죄에서 해방됨을 기념[51]
- 무교절(無酵節): 그리스도의 십자가 고난을 기념[51]
- 부활절(復活節): 그리스도의 부활을 기념[51]
- 오순절(五旬節): 오순절 성령 강림을 기념[51]
- 나팔절(喇叭節): 대속죄일을 준비하는 10일간 회개 주간[51]
- 대속죄일(大贖罪日): 죄 사함의 날[51]
- 초막절(草幕節): 영적 성전 재료를 모으는 전도대회[51]

### 여성의 예배 시 수건 착용
여성은 머리에 수건을 쓰고 기도나 예배를 해야 한다. 교회는 고린도전서 11장 3-4절을 언급하며, 기도하거나 예배할 때 여성은 머리에 수건을 쓰고 남성은 머리를 가리지 않아야 한다고 가르친다. 그들은 이것이 사제들이 주교관과 같은 머리 덮개를 착용하는 로마 가톨릭교회의 관행과 다르다고 주장한다.

### 크리스마스 반대
12월 25일 크리스마스는 성경에는 근거가 없는 이방 종교 미트라교의 축일이라고 주장한다. 교회는 12월 25일 크리스마스를 지키지 않는다. 그들은 12월 25일이 성경에서 유래한 것이 아니라 동지와 일치하는 로마의 솔 인빅투스 축제에서 유래했다고 주장한다. 그들은 또한 나무 장식이나 산타클로스와 같이 12월 25일과 관련된 전통들이 성경에 아무런 근거가 없다고 주장한다. 교회는 크리스마스 기념을 인간의 전통으로 보며, 마태복음 15장의 경고를 참조한다.

### 십자가 형상 반대
십자가는 성경에서 금한 우상숭배라고 주장한다. 교회는 출애굽기 20장 4-5절의 해석에 따라 십자가 형상을 우상숭배의 한 형태로 간주하며 교회 건물 내부나 외부에 세우지 않는다.

#### 스테인드글라스창문

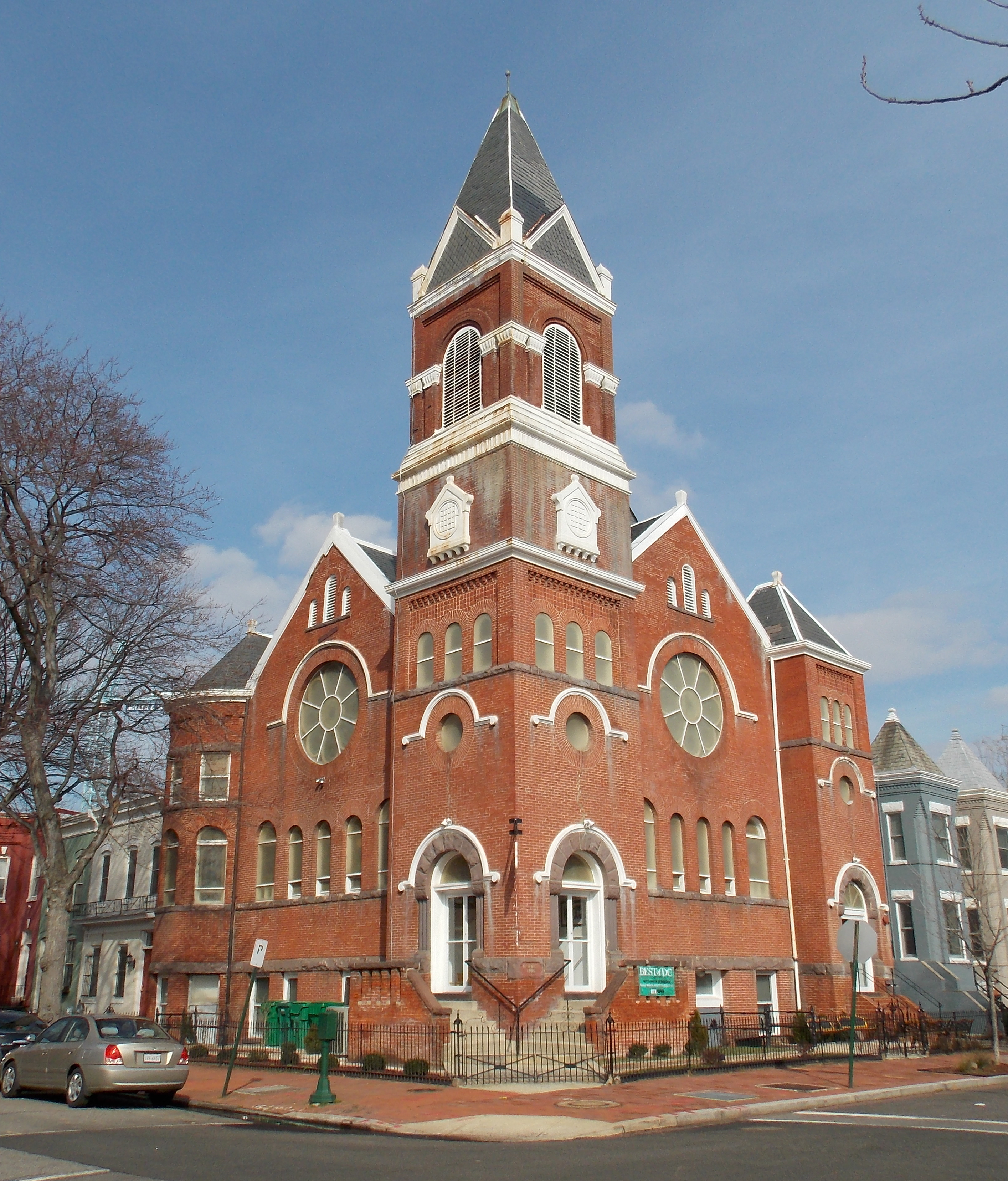
교회는 스테인드글라스 창문 위에 방풍창을 설치했다.

2012년 워싱턴 시 신문에 따르면, 교회는 사용하는 교회 건물에서 모든 스테인드글라스 창문을 제거하는데, 이는 스테인드글라스 창문에서 나오는 이미지와 같은 빛으로 만들어진 이미지가 태양 숭배에 뿌리를 두고 있다고 주장하기 때문이다. 이로 인해 교회는 역사적으로 보존된 건물을 매입한 후 역사적으로 보존된 스테인드글라스 창문을 제거하려고 시도하여 워싱턴 D.C.에서 소송이 발생했다.
캐피틀힐 교회를 매입한 후, 교회는 투명 유리로 교체하기 위해 창문을 제거했다. 이에 우려한 주민들이 역사 보존 사무소(HPO)에 연락했고, 사무소는 교회에 연락하여 창문이 제거되지 않았다는 정보를 받았다. 주민들이 창문이 실제로 제거되었다는 증거를 제시한 후, 교회는 종교적 신념과 납 안전 및 에너지 효율성에 대한 우려를 이유로 스테인드글라스 창문 교체 허가를 HPO에 신청했다. D.C. 정부는 교회가 건물을 구매하기 전에 실사를 제대로 하지 않아 보존법과 종교의 자유 사이에 충돌을 야기했다고 판결했다. 그들은 스테인드글라스 창문을 복원하라고 명령했다.
복원 후 교회는 방풍창 설치 허가를 신청했고, HPO는 규정에 방풍창 설치를 금지하는 내용이 없으며 허가가 필요 없다고 판단했다. 이에 교회는 방풍창을 설치했다.

## 전도와 신자 유입
신자들은 유월절의 진리, 하늘 어머니의 존재, 안식일을 전파하기 위해 집집마다, 쇼핑몰, 대학 캠퍼스에서 활동한다. 전도자들은 젊은이들과 성인들에게, 즉 거리에서 만나는 누구에게든 어머니 하나님에 대해 배우고 싶은지 묻는 것으로 알려져 있으며, 때로는 여성 신(神)("어머니 하나님")을 믿는지 먼저 묻기도 한다. 이 교회는 하나님의교회 세계복음선교협회의 출현으로 교인이나 신도들이 떠나는 것에 영향을 받았다고 느끼는 "다른 교회"와 이웃들로부터 심각한 불만을 받아왔다. 심지어 인신매매 혐의로 기소되기도 했지만, 이 혐의는 기각되었다. 이 교회의 독특한 특징은 나이 많은 신자들이 새로운 신자들을 섬긴다는 점이다. 이 교회에서 집사들과 여집사들은 직업을 그만두지 않으므로, 교회가 그들에게 재정적 지원을 제공한다고 말할 수 없다. 그들은 또한 의자 청소, 타일 및 공용 공간 세척부터 조직, 요리, 음식 제공에 이르기까지 교회를 섬긴다. 교회는 대규모로 신자 공동체 전체와 함께 자선 및 사회 봉사에 재정적으로 투자하는 데 아낌없이 지원하며, 이러한 활동으로 큰 영예를 받기도 했다.

### 캠퍼스 전도
미국의 일부 대학 캠퍼스에서는 무단 침입이나 허가 없이 포교 활동을 했다는 이유로 교회의 전도자들을 금지했다. 멤피스 대학교와 미시시피 대학교는 캠퍼스 내에서 교회의 전도 활동을 금지했다. 멤피스 대학교의 한 교회 신자는 수년 동안 메시지 전파에 아무런 문제가 없었으며, 이러한 조치는 소셜 미디어의 허위 주장에 따른 것이라고 믿었다. 로체스터 대학교는 교회가 Interfaith Chapel과 제휴하지 않았기 때문에 회원들이 캠퍼스에 머무를 권한이 없다고 밝혔다. 학생들은 이 그룹으로부터 위험을 느끼지 않아도 되지만, 주의를 기울이는 것이 좋다고 조언했다. 더니딘의 오타고 대학교 학생회는 학생들의 기만적이고 강압적인 모집 방식에 대한 불만이 접수된 후 엘로힘 월드 아카데미와의 제휴를 중단했다. 오타고 대학교의 학장은 해당 그룹의 회원들을 무단 침입으로 처리하는 것을 고려했지만, 이는 뉴질랜드 권리 장전 1990의 종교의 자유 및 표현의 자유 조항을 위반할 것이기 때문에 제외했다.
로완 대학교 대변인은 다른 방문 그룹과 동일한 규칙을 따르며 아무런 잘못도 하지 않았다고 밝혔다. 프레즈노 시티 칼리지 대변인은 그들이 아무런 잘못도 저지르지 않았으며, 악의적인 활동은 전혀 보고되지 않았다고 말했다. 위치타 주립 대학교 경찰은 교회 신자들이 사람들에게 성경에 대해 이야기하기 위해 접근했지만, 공격적이지 않았다고 밝혔다. 사람들은 자발적으로 그들을 따라갔으며, 납치나 불법 활동의 증거는 없었다. 사우스캐롤라이나 대학교 경찰서 부서장은 그들이 수정헌법 제1조와 사람들의 종교의 자유를 매우 잘 인지하고 있으며, 이를 침해하고 싶지 않고 어떤 범죄도 들은 바가 없다고 말했다.

#### 크라컴 보도
2021년 9월, 오클랜드 대학교 학생 잡지 Craccum의 한 기자가 엘로힘 아카데미가 웰링턴과 오클랜드에서 방문 전도 캠페인을 벌이고 있으며, 특히 젊은 여성들을 모집하는 데 중점을 둔다는 기사를 발표했다. 이 기사는 또한 익명의 여성 전직 회원의 주장을 보도했는데, 그는 회원들이 소셜 미디어와 교회 외 친구들과 분리되고, 미사와 모집 세션에 참석하며, 수입의 10%를 헌금하고, 청바지 착용을 피하고, 음악과 자위행위를 거부하며, 한국 미용 기준에 맞추기 위해 체중을 감량해야 하는 엄격한 규칙을 따를 것으로 기대된다고 주장했다. 전직 회원들은 미성년자를 포함한 회원들이 교회의 규칙과 기준을 충족하지 못해 수치심을 느꼈으며, 회원들이 모집률에 따라 순위가 매겨졌다고 주장했다. 교회 회원들은 또한 지옥에 대한 충격적인 비디오를 보았다고 보도되었다. 또한, 목사들은 신자들 간의 결혼을 주선하기도 했다.
새로운 회원들이 말하는 것
최근(2025년 6월) 엘로힘 아카데미 회원들과의 대화에서 그들은 음행하지 말고, 피를 먹지 말고, 목매어 죽인 것을 먹지 말고, 우상에게 바쳐진 것을 먹지 말고, 우상숭배를 하지 말라는 성경에 명시된 금지 외에는 다른 금지가 없다고 경고했다. 그들은 또한 일부는 청바지나 스웨트셔츠와 같은 가장 편안한 옷을 입고 수업에 참석하는데, 이는 옷차림에 대해 비판받은 적이 없기 때문이라고 말한다. 대부분의 나이 많은 회원들에게서 보는 우아함과 존경심에 어울리고자 하는 열망이 그들로 하여금 더 적절하게 옷을 입도록 노력하게 만들지만, 결코 요구된 적은 없다고 한다.
그들은 표현의 자유가 어떤 식으로든 제한되지 않았다고 주장한다. 성경이 금지하지 않는 한 어떤 것도 금지되지 않는다는 것이다. 인터뷰에 응한 한 여성은 "우리는 성경이 명령하는 것만 하고, 금지하는 것은 하지 않습니다."라고 말했다. "인간의 금지, 또는 하나님의 뜻에서 벗어나 성경에 명시되지 않은 인간적 사고의 금지는 따르지 않아야 합니다."

#### ASEZ
하나님의교회 세계복음선교협회에는 ASEZ("A부터 Z까지 세상을 구하라")라는 대학생 자원봉사 부서가 있다. 대학 캠퍼스에서 회원을 모집하는 이 단체는 학생들이 교회의 회원이 아니어도 ASEZ의 회원이 될 수 있다고 주장하지만, 이는 논란이 되어 왔다. 예일 데일리 뉴스에 따르면, 이 단체에 접근하여 회의에 참석한 예일대 학생들은 이 단체가 교회와 분리된 것으로 보여지지 않았으며, 대표자들은 자원봉사보다는 주로 종교적인 측면에 집중했다고 밝혔다. 한 학생은 이 단체의 슬로건이 "세상의 종말에서 지구상의 사람들을 구하는 것"이라고 들었다. 컬트 전문가이자 상담가인 스티븐 하산에 따르면, 많은 파괴적인 컬트들이 소규모 "주변 그룹"을 사용하여 기만적으로 회원을 모집하는데, ASEZ가 그 예시이다.

### 인신매매 허위 루머
2018년부터 WMSCOG의 '어머니 하나님' 전도 활동이 인신매매와 관련되어 있다는 루머가 소셜 미디어를 통해 확산되었다. 지역 경찰 조사를 통해 이러한 루머가 사실이 아님이 확인되었다. 프레즈노 경찰의 강력반 담당자는 인신매매 활동의 증거가 없으며, 정부 및 비정부 자료를 이용한 조사에서도 해당 개인이나 교회와 관련된 어떤 범죄 활동도 발견되지 않았다고 밝혔다. 이 루머는 2018년 초 소셜 미디어에서 시작된 것으로 추정되며 특히 캠퍼스 학생회를 통해 여러 지역으로 확산되었다. 미시시피 대학교, 루이빌 대학교, 밴더빌트 대학교, 조지아 대학교, 사우스캐롤라이나 대학교, 유타 대학교, 오벌린 칼리지, 텍사스 주립 대학교, 등지에서 루머에 대한 조사가 진행되었다.
교회는 허위 루머로 인해 교회와 신자들이 종교차별과 피해를 겪었다고 밝혔다. 그들은 신자들이 협박, 살해 위협, 최루액 공격, 괴롭힘 전화에 시달렸다고 보고했다. 심지어 누군가가 차량으로 신자들을 거의 칠 뻔한 사건도 있었다. 교회는 이러한 사건 보고에 대응하여 경찰 순찰차를 교회에 배치했다. 교회는 허위 루머와 신자들에 대한 부당한 괴롭힘을 중단해 달라는 성명을 발표했다.

#### 범죄 활동에 대한 경찰 판결
경찰은 교회의 전도 활동을 조사한 후, 범죄 행위는 보고된 바 없으며, 종교의 자유법에 따라 방문 전도 활동은 허용된다고 밝혔다. 프레즈노 경찰은 그들과 관련된 범죄 행위 보고를 찾을 수 없다고 밝혔다.

## 비판과 논란
전직 신자들과 컬트 연구자들은 이 단체를 신도들에게 과도한 통제를 행사하고, 가족 및 친구와의 분리를 강요하며, 신도들을 과도하게 착취하고, 법을 위반하며, 투명성과 책임성을 회피하는 컬트로 비판했다.

### 미셸 콜론의 소송 및 고발
뉴저지 하나님의교회 세계복음선교협회에 2년간 다녔던 전직 신자인 미셸 콜론은 2013년 교회를 상대로 한 민사 소송에서 이 단체가 심리적 통제 전술을 사용하여 신도들이 범죄 및 불법 행위를 폭로하지 못하도록 막는 이익 중심의 컬트라고 주장했다. 2015년 12월, 피플 (잡지) 인터뷰에서 콜론은 (교회는 대체로 부인했지만 다른 6명의 전직 WMSCOG 신자들과의 인터뷰에서는 대체로 지지되었다) WMSCOG를 "종말론적 컬트"이자 "기회주의적"이라고 묘사했다. 그녀는 이 단체가 삶의 전환기를 겪거나 공허함을 느끼는 사람들을 모집하여 이러한 취약성을 악용하여 끌어들인다고 주장했다. 그녀는 교회가 "두려움과 죄책감"과 끊임없는 반복으로 신도들을 조종하고, 음악 선택 통제 및 인터넷 사용 금지를 포함하여 그녀의 삶을 "미시 관리"했다고 말했다. 그녀는 교회 지도자들이 신도들이 완전히 헌신할 때까지 그들의 "어머니 하나님"이 실제로는 사망한 설립자 안상홍의 영적 아내로 알려진 70대 한국인 여성이라는 것을 공개하지 않는다고 주장했다. 적어도 한 명의 전직 신자는 교회가 낙태를 권유했다며 소송을 제기했으며, 다른 신자들은 교회가 2012년 종말을 예상하여 임신을 만류했다고 비난했다.
콜론의 소송은 수정헌법 제1조를 근거로 기각되었다.

### 하피모 기자회견
2015년, 한 전직 신자가 교회를 비난하는 하피모 회원들의 공증된 자백과 선언문을 제시하기 위해 기자회견을 열었다. 그는 해당 단체의 회원들이 교회로부터 피해를 입지 않았다고 주장했다. 대신 대부분의 회원들은 교회를 해로운 컬트로 묘사하고 집단 손해 배상 소송을 제기함으로써 개인적인 이득을 얻을 것으로 기대했다고 한다. 그는 또한 회원들이 교회 앞에서 단독 시위를 위해 돈을 받았고, 실제 피해자가 아닌 시위 노동자들이 고용되었다고 주장했다. 또한, 그는 해당 단체가 교회를 가정을 파괴하는 컬트로 보이게 하기 위해 회원들에게 위장 이혼을 조작하도록 압력을 가했다고 주장했다. 그는 또한 교회를 전복시키고 그 지도자가 되려고 하는 강씨가 그 단체를 지원했다고 말했다. 강씨의 웹사이트는 다윗의 뿌리가 안상홍이 아니라 1974년에 태어나 1999년에 세례를 받은 두 증인이라고 주장한다. 이 해석은 강씨 자신의 자서전과 일치한다. 전직 회원의 진술 후, 하피모는 그를 명예훼손으로 고소했지만, 법원은 해당 단체의 활동에 대한 그의 주장이 허위로 입증되지 않았다고 판결했다.

### 컬트 전문가
릭 앨런 로스, 컬트 전문가이자 탈세뇌자는 하나님의교회 세계복음선교협회를 "매우 강렬한 그룹... 문선명의 통일교와 유사하다"고 묘사하며, 하나님의교회 세계복음선교협회의 교화 방식이 통일교와 비슷하다고 비교한다. 그는 하나님의교회 세계복음선교협회가 과도한 헌금으로 인해 신도들을 파산에 이르게 했고, 일부는 그룹의 과도한 요구와 수면 부족으로 인해 직장을 잃었다고 주장한다. 로스는 이 그룹이 대학 캠퍼스, 쇼핑몰 및 기타 쇼핑 장소에서 신도들을 모집하며, 지도부에 대한 의미 있는 책임성("한국의 독재")이나 수백만 달러의 수입에 대한 책임성이 없다고 지적한다.
컬트를 전문으로 하는 작가이자 정신 건강 상담사인 스티븐 하산은 예일대 학생들이 경험한 그룹과의 접촉이 자신이 "권위주의적" 또는 "파괴적" 컬트라고 부르는 것과 일치한다고 묘사했다.

### 대한민국
하나님의교회 세계복음선교협회는 대한민국에서 나타난 여러 논란의 여지가 있고 세계화된 풀뿌리 기독교 신흥 종교 중 하나이며, 2000년대 이후 지난 20년간 급속한 성장을 경험했다.
한국기독교교회협의회와 한국기독교총연합회를 포함한 한국 기독교계는 안상홍과 장길자의 신격화를 "가혹하게 비판"했다. 여러 교단에서 공식적으로 이 교회를 이단으로 정죄했다.

#### 강제 개종
한국기독교총연합회의 이단 전문가가 하나님의교회 세계복음선교협회 신도들을 강제로 개종하려 하여 그들의 인권과 종교의 자유를 침해한 혐의로 유죄 판결을 받았다. 한국기독교총연합회 이단대책위원회의 부위원장이자 '현대 종교' 편집자인 진 목사는 교회 신도들을 다락방이나 기도실에 가두고 강제 개종 세션을 진행했다. 개종하지 않은 신자들은 강제로 정신병원에 입원되었다. 피해자들은 진 목사와 감금에 가담한 다른 사람들을 상대로 소송을 제기했다. 2008년, 법원은 진 목사에게 야간 집단 강요와 감금 방조 혐의로 징역형 집행유예를 선고하며, 개종 설득이라는 명목으로 개인의 자유와 종교의 자유를 심각하게 침해했음을 인정했다. 공범과 관련 정신과 의사들도 유죄 판결을 받았다. 신혜숙 여성문화센터 소장은 다른 종교를 가진 사람들에게 폭력을 사용하는 것은 기본적인 종교적 자질이 부족함을 보여준다고 비판했다. 종교 단체들은 또한 다른 교단에 대한 불관용과 판단을 중세 종교 암흑기를 연상시킨다고 비판했다.

#### 건설 반대
과거 하나님의교회 세계복음선교협회는 집합 건물의 일부를 임대했지만, 2007년 이후 교회 건축이 증가했다. 교회의 건물 수가 증가함에 따라 한국 기독교 단체들은 교회의 건축을 방해하기 위해 시위를 벌이고 민원을 제기했다. 그들은 "이 교회의 자체 부지에 자체 자금으로 건축하는 것을 반대해야 하는 이유는 이 교회가 컬트이기 때문이다"라고 밝혔다. 대부분의 지방 정부는 교회의 건축을 승인했고, 2007년 이후 10년 동안 약 150개의 교회 건물이 건축되었다. 그러나 여수시와 울산시를 포함한 일부 지방 정부는 민원과 교통 혼잡을 이유로 건축 승인을 거부했다. 하나님의교회 세계복음선교협회는 행정 소송을 제기했다. 한국 법원은 "종교 단체 및 인근 주민들의 집단 민원은 이 교회의 개인적이고 주관적인 평가에 불과하며, 이 종교가 해를 끼친다는 객관적인 증거로 볼 수 없다"고 판결했다. 이 교회를 반사회적인 종교 단체로 보거나 그 활동을 반사회적인 것으로 보기는 어렵다. 교회는 법적 주차 요건을 충족하며 법적 위반은 없다." 결과적으로 법원은 지방 정부의 교회 건축 승인 거부가 불법이라고 선언했다.

#### 원주시정부
2016년, 원주시 정부는 원주시 하나님의 교회 건축 승인을 거부했는데, 이는 민원과 교통 혼잡에 대한 우려 때문이었다. 그러나 원주시 정부의 거부의 불공정성에 대한 논란이 있었다. 신청된 건물은 법적 요구 주차 공간의 약 두 배를 가지고 있었지만, 원주시 정부는 1,000명의 교인들을 가정하여 1,000대 차량의 주차 공간을 요구했다. 이 계산에는 어린이도 운전자로 포함되었다. 주요 한국 언론들은 거부에 대한 원주시장의 종교적 편견 의혹을 보도했다. 교회 신자들은 원주시 정부의 행정 조치에 전화로 항의했다. 2016년 5월 30일부터 6월 1일까지 3만 건 이상의 민원 전화가 걸려왔다. 이러한 민원은 시청의 민원 처리 업무를 방해했다. 교회는 원주시 정부의 조치에 대해 행정 심판을 제기했지만, 행정심판위원회는 이를 기각했다. 하나님의교회 세계복음선교협회는 원주시 정부를 상대로 행정 소송을 제기하는 것을 고려했다.
이후 하나님의교회 세계복음선교협회와 여수시청, 울산시청 등 건축 승인을 거부했던 다른 지방 정부들 간의 행정 소송에서 법원은 지방 정부의 교회 건축 승인 거부가 불법이라고 판결했다. 원주시 정부에 대한 행정 소송은 없었지만, 2019년에 입장을 바꿔 건물 용도를 교회 목적으로 승인했다. 그들은 이전에 거부했던 교회 건축을 승인했고, 교회는 2023년에 새로 건축된 교회에 대한 헌당식을 가졌다. 하나님의교회 세계복음선교협회가 원주시 태장동에 추가 교회 건축을 신청했을 때, 다시 민원이 제기되었다. 그러나 원주시 정부는 법적인 문제가 없다고 밝히며 건축 신청을 승인했다.

### 베트남 종교 단체
2018년 베트남 종교 위원회는 하나님의교회 세계복음선교협회에 대해 컬트와 유사하다고 경고했다. 정부는 이 단체가 기만적인 모집, 조작적인 교화, 종말론적 예언, 현금 기부 권유, 그리고 신도들에게 가족을 버리도록 장려했다고 비난했다. 당국은 하노이, 사이공 및 다른 지방에서 교회의 자산을 압수하고 수백 명의 신도들을 심문했으며, 교회 지도자들을 세뇌와 신도들의 삶을 미시 관리했다고 비난했다.
아시아뉴스는 많은 이들이 이러한 주장을 베트남 보안군이 특정 단체의 신뢰를 떨어뜨리기 위해 사용한 거짓이라고 본다고 보도했다. 사이공의 가톨릭 신부인 르 응옥 탄 신부는 하나님의교회 세계복음선교협회에 대한 선전 캠페인이 종교인과 비종교인 사이에 긴장을 조성하기 위해 고안된 것일까 봐 우려된다고 말했다. 베트남 독립 언론 매체인 IJAVN은 "내무부가 최근 지역 당국에 '하나님의 교회' 및 '하늘 어머니'와 관련된 종교 단체들의 해산 및 면허 취소를 요청하여 이러한 단체들이 재집결하고 새로운 활동 중심지를 형성하는 것을 막고 있다. 이것은 이해하기 어렵다. 왜냐하면 어떠한 법적 위반도 발견되지 않았음에도 불구하고 면허가 계속 취소되고 있기 때문이다"라고 보도했다.

### 안상홍의 책 변경
《하나님의 비밀과 생명수의 샘》(1980)은 총 38개 장으로 구성되어 있다. 하나님의교회 세계복음선교협회는 "하나님의 비밀과 생명수의 샘"에서 제1장: 예루살렘의 회복과 40년 예언, 제11장: 교회사에서 진리를 밝히자, 제36장: 엘리야가 보내어질 것이라는 세 개 장을 삭제했다.
하나님의교회 세계복음선교협회와 분리된 그룹인 "새 언약 유월절 하나님의 교회"(NCPCOG)는 하나님의교회 세계복음선교협회가 "하나님의 비밀과 생명수의 샘"의 초판 날짜를 변경했다고 주장했다. NCPCOG는 또한 하나님의교회 세계복음선교협회의 안상홍이 "모세의 율법과 그리스도의 율법"이라는 책을 가지고 있었다는 주장을 반박하며, 안상홍이 이 책을 출판한 적이 없으며, 안상홍의 책 "신약과 구약"을 참고하여 편찬된 것으로 보인다고 말했다.

## 회원 및 규모
침례는 교회의 회원이 되기 위한 필수 요건이다. 2024년, 한국의 주요 언론에 따르면 교회는 전 세계 175개국에 370만 명의 신도를 보유하고 있다고 발표했다. 예배 참석에 관해서는, 2001년 교회가 약 40만 명의 신도를 가졌을 때, 그 중 약 12만 명이 예배에 참여했다고 보고했다. 한국에서는 반대 기독교 교단들이 2013년에 교회 신도 수를 약 10만 명으로 추정했고, 2017년에는 20만에서 30만 명 사이로 추정했다. 그들은 이 교회를 한국 기독교 신흥 종교 중 가장 큰 단체로 본다.
2023년 12월 기준으로 175개국에 7,800여 개의 교회가 있으며, 등록 성도 수는 370만여 명이다. 한국에는 약 400여 개의 교회가 있다.

## 수상
하나님의교회 세계복음선교협회 지부인 영국 시온은 2016년 자원봉사 여왕상을 수상했다.

## 같이 보기
- 기독교계 신흥 종교
- 대한민국의 신흥 종교
- 대한민국의 종교 단체
- 안상홍
- 장길자

## 내용주
1. ↑  다른 그룹으로는 기쁜소식선교회(구원파로도 알려짐)와 신천지 교회가 있다. 이 세 그룹은 각각 고유한 뿌리와 교리를 가지고 있으며 서로 연결되어 있지 않다.[99]
2. ↑  많은 기독교 교단 또한 침례를 회원 자격의 조건으로 요구한다.[132] 미국에서는 교회 회원의 약 20-40%가 매달 예배에 참석하는 것으로 추정된다.[133][134]